# IRB Nations Cup 2012
La IRB Nations Cup 2012 fu la 7ª edizione della Nations Cup, competizione internazionale organizzata dall'International Rugby Board al fine di favorire la crescita delle federazioni di secondo livello tramite l'incontro con le nazionali "A" di quelle di primo livello.
Si svolse tra l'8 e il 17 giugno 2012 a Bucarest fra sei squadre: le rappresentative A di Argentina e Italia e le nazionali maggiori di Romania (Paese organizzatore), Portogallo, Russia e Uruguay.
Fu la sesta di dieci edizioni consecutive a tenersi in Romania, e ad aggiudicarsi la vittoria fu, per la prima volta, proprio la squadra del Paese ospite che, nelle successive 4 edizioni, avrebbe conquistato il trofeo altre tre volte.
Fu, anche, l'ultima di sei edizioni consecutive a sei squadre: l'edizione successiva tornò a 4 squadre, benché per un breve periodo.

## Formula
Le due squadre furono divise in due gruppi ma all'interno di ogni gruppo le squadre non si sarebbero incontrate tra di loro; ogni squadra, infatti, avrebbe dovuto disputare tre incontri, uno ciascuno contro le tre squadre del gruppo al quale non apparteneva.
La classifica finale fu combinata tra tutte e sei le squadre e la migliore fu la vincitrice.
Il punteggio adottato fu quello dell'emisfero sud, quindi 4 punti per la vittoria, 2 per il pareggio, 0 per la sconfitta più gli eventuali bonus per quattro mete realizzate e/o la sconfitta con sette o meno punti di scarto.

## Squadre partecipanti

### Gruppo A
- Argentina A (Argentina Jaguares)
- Italia Emergenti
- Uruguay

### Gruppo B
- Portogallo
- Romania
- Russia

## Risultati

### 1ª giornata
| Arbitro: | Andrew Small |

|                                          |      |                    |
| Lemnaru 70’ Fercu 79’                    | mt   |                    |
| Manole 70’, 79’                          | tr   |                    |
| Calafeteanu 8’, 20’, 27’, 52’ Manole 62’ | c.p. | 34’, 60’ Ormaechea |
|                                          | drop | 57’ Berchesi       |

| Arbitro: | Peter Fitzgibbon |

|                                    |    |                                               |
| Otrokov 10’ Babaev 19’ Selskyj 31’ | mt | 6’, 75’ Chiesa 35’, 39’ Bacchetti 53’ Morelli |
| Sugrobov 10’                       | tr | 35’, 39’ Buso 53’, 75’ Chillon                |

| Arbitro: | Neil Paterson |

|                   |      |                                                                              |
|                   | mt   | 24’ Cortés 25’ de la Fuente 54’ Gómez López 71’ Ahualli de Chazal 75’ Masera |
|                   | tr   | 24’, 25’, 54’ Gonzáles Iglesias 71’, 75’ Madero                              |
| Leal 9’, 35’, 41’ | c.p. | 6’, 60’ Gonzáles Iglesias                                                    |

### 2ª giornata
| Arbitro: | Andrew Small |

|                        |      |                                       |
| Aguilar 29’ G. Uva 50’ | mt   | 40’ Bacchetti 55’ Chillon 60’ Barbini |
| Leal 50’               | tr   | 55’, 60’ Chillon                      |
| Leal 6’, 33’, 64’      | c.p. | 15’, 20’, 43’ Chillon                 |

| Arbitro: | Peter Fitzgibbon |

|                           |      |                       |
| Adăscăliţei 35’ Fercu 48’ | mt   | 62’ Masera 71’ Madero |
| Manole 35’, 48’           | tr   | 71’ Madero            |
| Manole 3’, 14’, 44’       | c.p. | 8’, 16’, 27’ Madero   |

| Arbitro: | Neil Paterson |

|                                 |      |                        |
| Zykov 31’ Kotov 39’ Šakirov 49’ | mt   | 6’ Arocena             |
| Sugrobov 31’, 49’               | tr   | 6’ Durán               |
|                                 | c.p. | 16’ Durán 54’ Berchesi |

### 3ª giornata
| Arbitro: | Andrew Small |

|                       |      |                                      |
|                       | mt   | 70’ Basile 74’ Bollini 79’ Ponce     |
|                       | tr   | 70’, 74’, 79’ Madero                 |
| Sugrobov 9’, 13’, 30’ | c.p. | 27’, 32’, 35’, 49’ Gonzáles Iglesias |

| Arbitro: | Peter Fitzgibbon |

|            |      |                                                 |
| V. Uva 57’ | mt   | 29’ Sagario 35’ Ormaechea 42’ Soares 78’ Mieres |
| Leal 57’   | tr   | 29’, 42’ Ormaechea 78’ Berchesi                 |
|            | c.p. | 13’, 51’ Ormaechea 19’ Etcheverry               |

| Arbitro: | Neil Paterson |

|                            |      |                          |
| Manole 15’ tecnica 68’     | mt   | 74’ Chiesa               |
| Manole 15’ Calafeteanu 68’ | tr   |                          |
| Manole 6’                  | c.p. | 1’, 47’ Buso 74’ Chillon |

## Classifica combinata
|   | Squadre          | G | V | N | P | PF | PS  | P±  | B | PT |
| - | ---------------- | - | - | - | - | -- | --- | --- | - | -- |
| B | Romania          | 3 | 3 | 0 | 0 | 69 | 43  | +26 | 0 | 12 |
| A | Argentina A      | 3 | 2 | 0 | 1 | 95 | 41  | +54 | 2 | 10 |
| A | Italia Emergenti | 3 | 2 | 0 | 1 | 74 | 55  | +19 | 2 | 10 |
| A | Uruguay          | 3 | 1 | 0 | 2 | 57 | 55  | +2  | 2 | 6  |
| B | Russia           | 3 | 1 | 0 | 2 | 45 | 79  | -34 | 0 | 4  |
| B | Portogallo       | 3 | 0 | 0 | 3 | 37 | 104 | -67 | 1 | 1  |